# آلن سومرز
آلان سومرز (به انگلیسی: Alan Somers) (زادهٔ ۳۰ ژوئیهٔ ۱۹۴۱) شناگر اهل ایالات متحده آمریکا است.